# Camaceyes
Camaceyes es un barrio situado en el municipio de Aguadilla, Puerto Rico. Según el censo de 2020, tiene una población de 10 875 habitantes.

## Geografía
La localidad está ubicada en las coordenadas 18°27′56″N 67°08′18″O / 18.46556, -67.13833 (18.465457, -67.138216).Según la Oficina del Censo de los Estados Unidos, tiene una superficie total de 10.0 km², de los cuales 9.9 km² corresponden a tierra firme y 0.1 km² están cubiertos de agua.

## Demografía
Según el censo de 2020, hay 10 875 personas residiendo en la localidad. La densidad de población es de 1098.5 hab./km². El 19.59% de los habitantes son blancos, el 3.28% son afroamericanos, el 0.40% son amerindios, el 0.08% son asiáticos, el 0.03% son isleños del Pacífico, el 25.01% son de otras razas y el 51.61% son de una mezcla de razas. Del total de la población, el 98.83% son hispanos o latinos de cualquier raza.